# بیمارستان امام رضا (دلگان)
بیمارستان امام رضا بیمارستانی است درمانی واقع در شهر گلمورتی مرکز شهرستان دلگان در استان سیستان و بلوچستان وابسته به دانشگاه علوم پزشکی ایرانشهر است.